# Lüttich–Bastogne–Lüttich 1982
Lüttich–Bastogne–Lüttich 1982 war die 68. Austragung von Lüttich–Bastogne–Lüttich, eines eintägigen Straßenradrennens. Es wurde am 11. April 1982 über eine Distanz von 244,7 km ausgetragen.
Das Rennen wurde vom Italiener Silvano Contini vor Alfons De Wolf und dem Vorjahres-Zweiten Stefan Mutter gewonnen.

## Ergebnis
| Rang | Fahrer              | Team                   | Zeit         |
| ---- | ------------------- | ---------------------- | ------------ |
| 01   | Silvano Contini     | Bianchi-Piaggio        | 6h 56′ 00″   |
| 02   | Alfons De Wolf      | Vermeer-Thijs          | gleiche Zeit |
| 03   | Stefan Mutter       | Puch-Eurotex           | gleiche Zeit |
| 04   | Claude Criquielion  | Splendor-Wickes        | gleiche Zeit |
| 05   | Tommy Prim          | Bianchi-Piaggio        | + 24″        |
| 06   | Johan van der Velde | TI Raleigh-Campagnolo  | gleiche Zeit |
| 07   | Roger De Vlaeminck  | DAF Trucks             | gleiche Zeit |
| 08   | Jean-Marie Grezet   | Cilo-Aufina            | gleiche Zeit |
| 09   | Stephen Roche       | Peugeot-Shell-Michelin | gleiche Zeit |
| 10   | Sean Kelly          | Sem-France Loire       | gleiche Zeit |